# Нешо Попбрайков
Нешо Попбрайков (изписване до 1945 година: Нешо попъ Брайковъ) е просветен деец и революционер от времето на Българското възраждане. Син е на копривщенския свещеник поп Брайко. Завършил начално училище в родния си град, той продължава своето образование в ръководеното от Йоаким Груев Пловдивско класно училище. Като ученик в последното взима участие в българската църковно-народна борба: през 1859 г. за пръв път чете „Апостола“ на черковнославянски в пловдивската църква „Св. Богородица“.
Попбрайков учителства в Станимака (Асеновград), Стрелча, Пирдоп (1861 – 1865), Копривщица (1865 – 1867, 1875 – 1876), Враца (1867 – 1872) (Възнесенското училище заедно с Андон Кесяков), и Видин (1872 – 1873). На 13 януари 1876 г. става член на съставения от Панайот Волов копривщенски революционен комитет. При потушаването на Априлското въстание е заточен на остров Родос (1876 – 1878). След Освобождението е главен учител на копривщенското училище (1878 – 1879). Впоследствие се преселва в София, където работи като докладчик във Върховната сметна палата. Последният свързан с него документ датира от 1927 г.